# فی بکر
فی بکر (انگلیسی: Fay Baker؛ ۳۱ ژانویهٔ ۱۹۱۷ – ۸ دسامبر ۱۹۸۷) یک هنرپیشه، و رمان‌نویس اهل ایالات متحده آمریکا بود. وی بین سال‌های ۱۹۳۸ تا ۱۹۶۳ میلادی فعالیت می‌کرد.
از فیلم‌ها یا برنامه‌های تلویزیونی که وی در آن نقش داشته است می‌توان به خانه‌ای در تلگراف هیل اشاره کرد.